# 美洲紅鸛

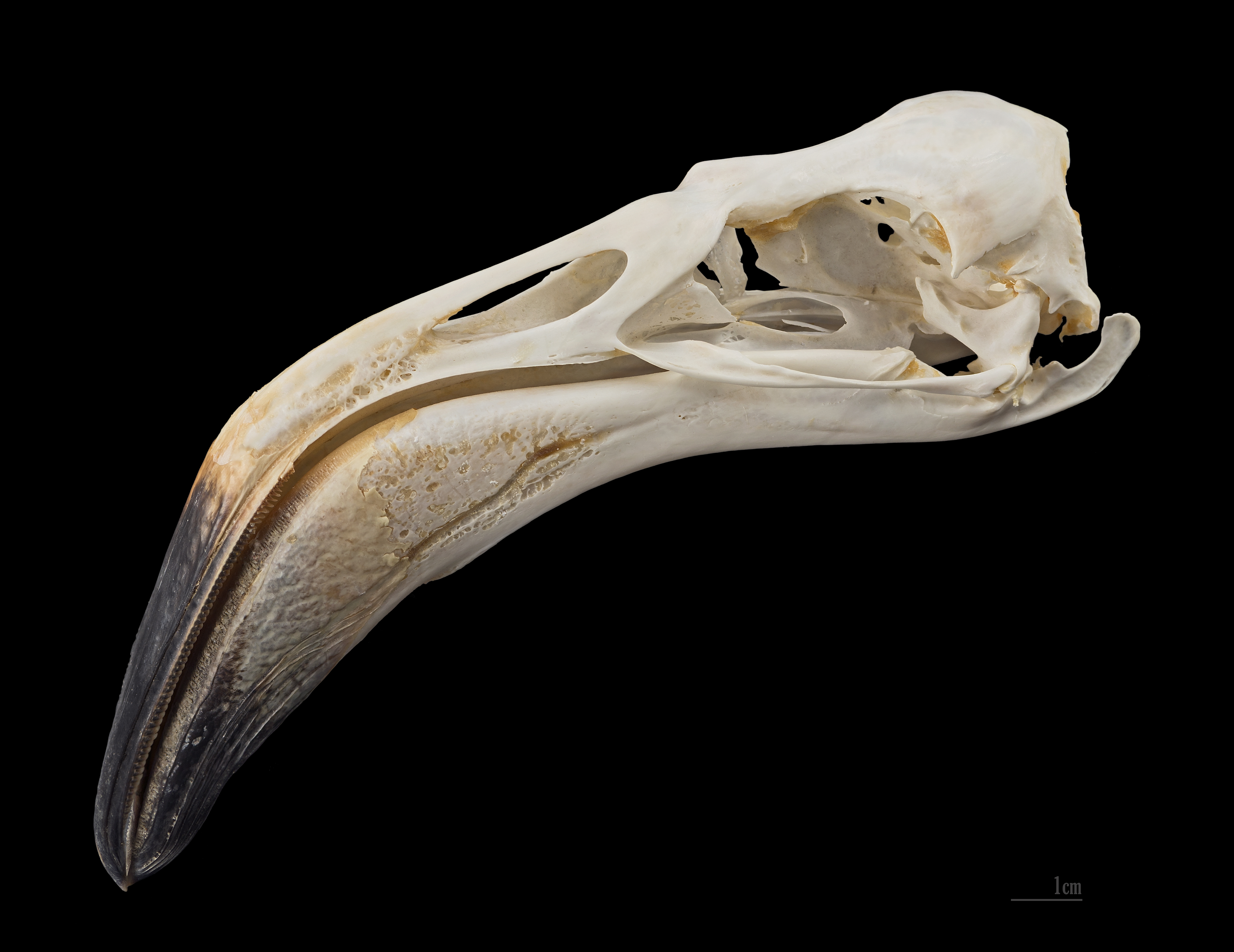
颅骨

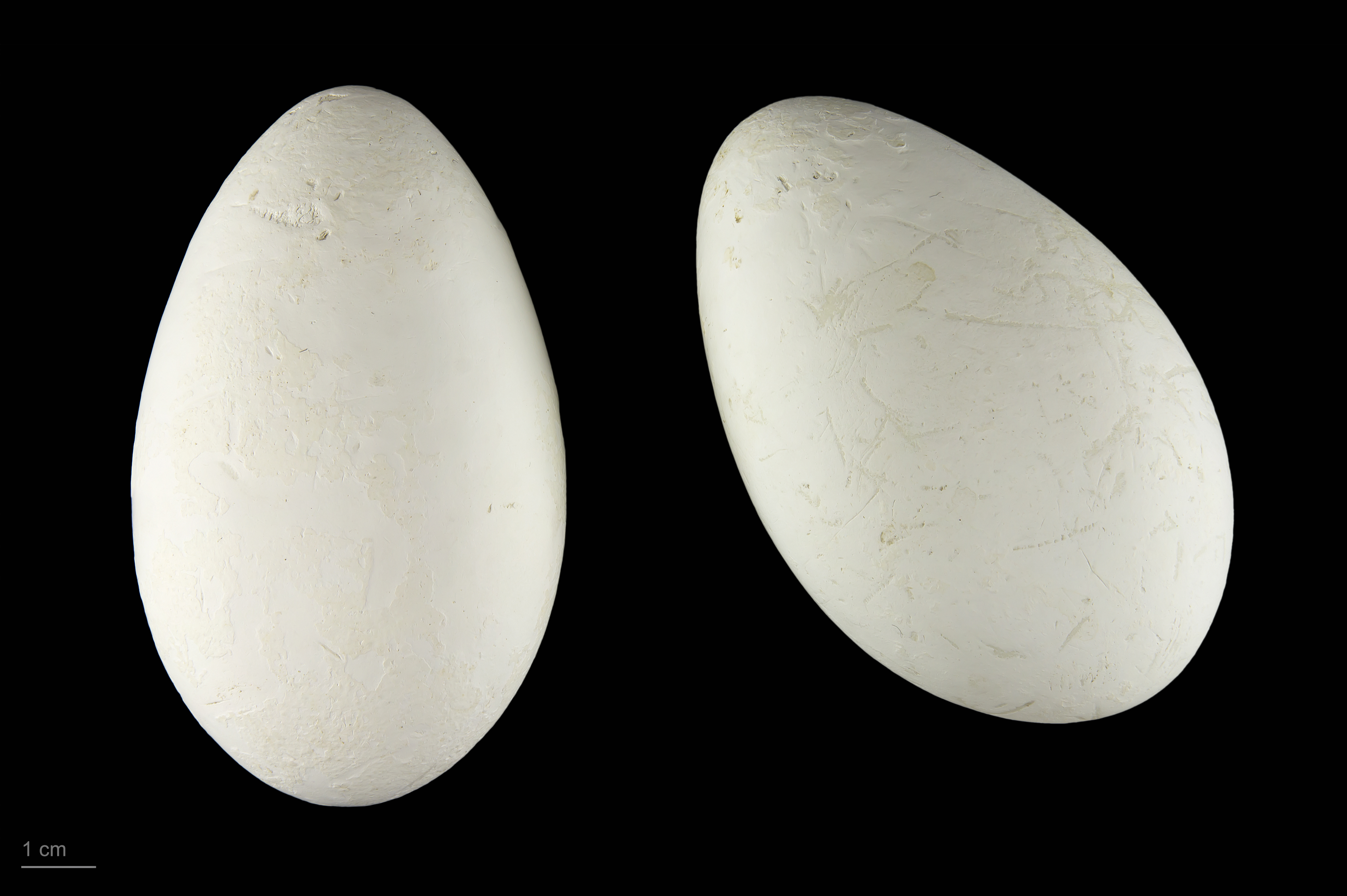
卵 Phoenicopterus ruber

美洲紅鸛（學名：Phoenicopterus ruber），又名加勒比海紅鸛，是一種大型的火烈鳥，與大紅鸛及智利火烈鳥是近親。牠們與大紅鸛以往被認為是同一物種，但現已廣泛否定這個說法。雖然牠們又名加勒比海紅鸛，但其實並非分佈在加勒比海，而是有分佈在科隆群島造成誤會。
美洲紅鸛在科隆群島、哥倫比亞海岸、委內瑞拉及鄰近的島嶼繁殖。牠們也會在墨西哥的猶加敦半島、巴哈馬的加勒比海北部、伊斯帕尼奧拉島、古巴及土克凱可群島繁殖。在美國科羅拉多州南部也有見到牠們的蹤影，但一般都是走失的。牠們是唯一一種天然分佈在北美洲的火烈鳥。
美洲紅鸛喜歡棲息在潟湖、潮泥灘及海岸和內陸湖泊的淺水區。牠們於5月至8月會在泥丘上生一顆蛋，蛋呈白堊色。孵化期為28-32日。雙親在幼鸛6歲前都會負責哺育，幼鸛到了6歲就達至性成熟。估計牠們的壽命可達40歲，是中最長壽的鳥類之一。
美洲紅鸛長1.2-1.4米，雄鸛重2.8公斤，雌鸛重2.2公斤。其羽毛大部份都是粉紅色的，而大紅鸛的則會較為淡色。翼底是紅色的，主飛羽及次飛羽都是黑色的。牠們的喙呈粉紅色及白色，尖端有點黑色，腳完全是粉紅色。其叫聲像鵝的鳴聲。
美洲紅鸛是其中一種受到《非洲-歐亞大陸遷徙水鳥保護協定》所保護的物種之一。

## 外部連結
- Flamingo Resource Centre
- 美洲紅鸛的三維圖像 （页面存档备份，存于）